# 克里斯蒂娜·米特梅尔
克里斯蒂娜·米特梅尔（Cristina Goettsch Mittermeier，1966年11月26日—）是一位出生於墨西哥墨西哥城的攝影師、环保主义者、生物学家和作家。

## 生平
克里斯蒂娜·米特梅尔于1989年在墨西哥索諾拉州瓜伊馬斯的蒙特雷科技大学获得海洋生物学本科学位。她于1991年与Russell Mittermeier结婚，之後两人搬到了美國弗吉尼亞州的大瀑布城。   她之後与她的丈夫共同出版了几本著作。在成为专业摄影师之前，她在加利福尼亚湾和尤卡坦半岛进行了实地考察，內容涵蓋海洋哺乳動物、渔业、水產養殖、生物多樣性研究和保护，并在科学期刊上发表了文章。

## 外部鏈接
- Photographer's website （页面存档备份，存于）
- ILCP website
- Kayapó Indigenous Nation
- Nature Journal experts  （页面存档备份，存于）